# Гамзатов, Джавид Шакирович
Джавид Шакирович Гамзатов (род. 27 декабря 1989, Кизилюрт, Дагестанская АССР) — белорусский борец греко-римского (классического) стиля, бронзовый призёр Универсиады (2013), бронзовый призёр чемпионата мира (2013), бронзовый призёр Олимпийских игр в Рио-де-Жанейро (2016). Заслуженный мастер спорта Республики Беларусь (2016). По национальности лезгин.

## Биография
Джавид Гамзатов родился в Дагестане. Родители Джавида родом из села Куруш Докузпаринского района. Занимался вольной борьбой в ДЮСШ № 1 г. Кизилюрт. Первый тренер — Хайбулаев Хайбула Магомедрасулович.
В 2006 году переехал в Беларусь, где стал заниматься у Малика Эскендарова.
Студент заочного отделения юридического факультета Белорусского государственного университета.
На летние Олимпийские игры 2016 года Гамзатов отобрался, победив в первом мировом квалификационном турнире, проходившем в Улан-Баторе. На Играх в Рио-де-Жанейро Джавид благодаря удачной жеребьёвке стартовал сразу со второго раунда, где уверенно победил китайца Пэн Фэя. В четвертьфинале был побеждён австриец Амер Хрустанович. В полуфинале соперником Гамзатова стал фаворит соревнований действующий чемпион мира и Европы украинец Жан Беленюк. За всю схватку Джавид не смог набрать ни одного очка и уступил 0:6. В матче за третье место Гамзатов в упорном поединке одолел болгарина Николая Байрякова и стал обладателем бронзовой награды, став при этом единственным представителем сборной Беларуси, кому удалось выиграть медаль в греко-римской борьбе.

## Достижения
- Бронзовый призёр Олимпийских Игр-2016 в Рио-де-Жанейро.
- Бронзовый призёр чемпионата мира-2013 в Будапеште.
- Бронзовый призёр Универсиады-2013 в Казани[4].